# Fran Ilešič
Fran Ilešič (ur. 30 lipca 1871 w m. Sveti Jurij ob Ščavnici, zm. 1 lipca 1942 w Lublanie) – słoweński slawista, historyk literatury i publicysta.
W 1919 został profesorem uniwersytetu w Zagrzebiu. Napisał prace historyczne i filologiczne, w większości o literaturze słoweńskiej oraz o jej związkach z innymi literaturami słowiańskimi.